# Saguinus geoffroyi
Tamarin de Geoffroy, Pinché à nuque rousse
Espèce
Statut de conservation UICN

 NT  : Quasi menacé
Statut CITES
Le Saguinus geoffroyi, également appelé pinché à nuque rousse ou tamarin de Geoffroy, est une espèce de primates de la famille des Cebidae. 
C'est un tamarin, un type de petit singe, que l'on retrouve en Colombie et au Panama. Il présente un pelage principalement noir et blanc, avec une nuque rougeâtre. Diurne, le pinché à nuque rousse passe la plupart de son temps dans des arbres, mais descend de temps en temps au sol. Il vit en groupe qui comprend souvent entre trois et cinq individus et inclut généralement un ou plusieurs adultes de chaque sexe. Il mange une grande variété de produits alimentaires, comprenant des insectes, des exsudats, des fruits et diverses parties de plantes. Les insectes et des fruits représentent la majorité de son régime, mais les exsudats sont également importants. Cependant, ses dents n'étant pas adaptées pour entailler l'écorce des arbres et atteindre la sève, il peut seulement manger les exsudats facilement disponibles.

## Description

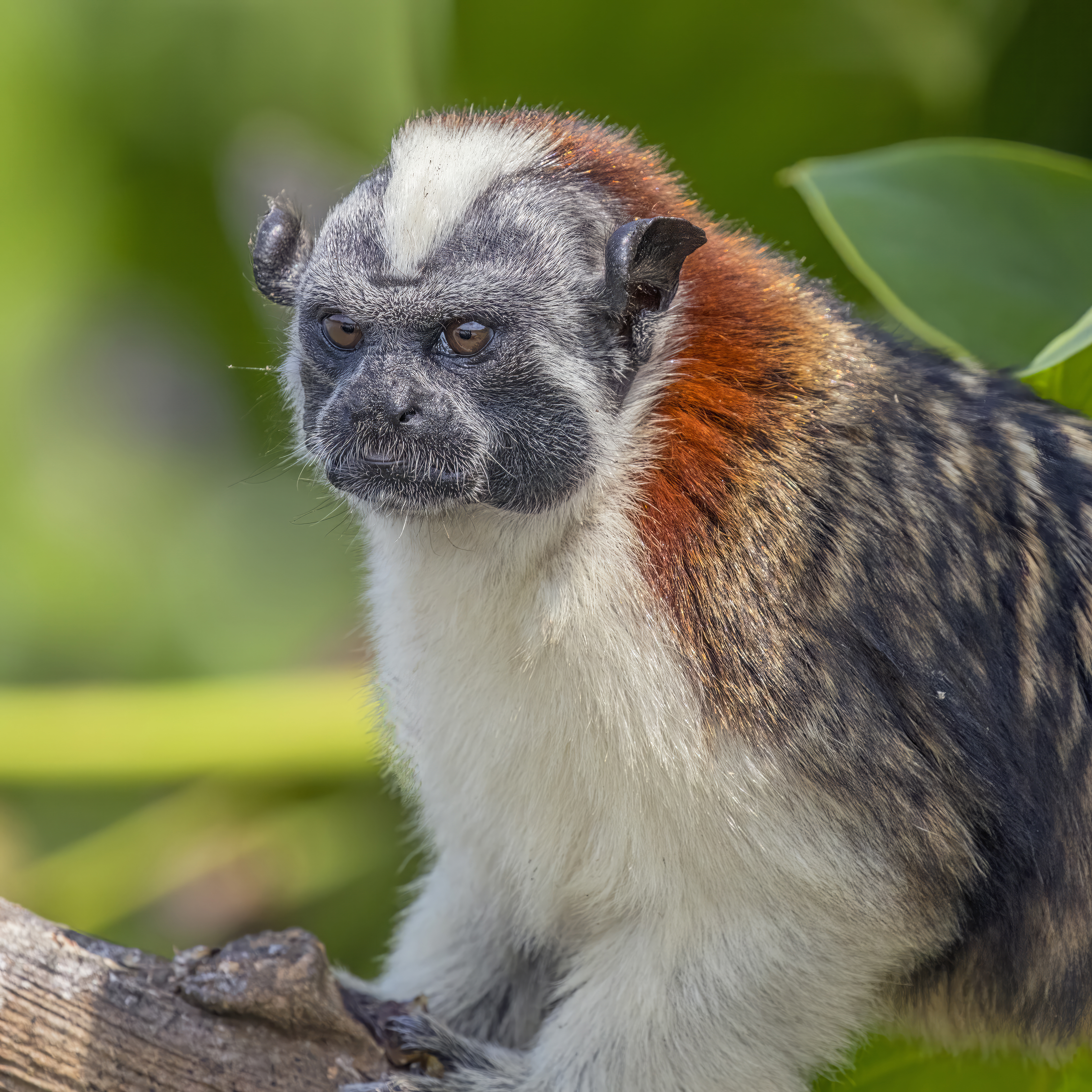
Un Saguinus geoffroyi près du lac Gatún à Panama.

Comme les autres callitrichinés (tamarins et ouistitis), le tamarin de Geoffroy est un petit singe. Il est considéré comme étant le plus petit singe de l'Amérique centrale, avec une longueur comprise entre 225 et 240 millimètres en excluant la queue. Cette dernière a une longueur comprise entre 314 et 386 millimètres. Alors que les mâles pèsent en moyenne 486 grammes, les femelles, qui sont généralement légèrement plus grandes, ont un poids moyen de 507 grammes. La fourrure sur le dos est bariolée de noir et de jaune tandis que les jambes, les pieds et la poitrine sont de couleur pâle,. Son visage est quasiment imberbe, mais la tête est recouverte d'un pelage rougeâtre avec une tache blanche en forme de triangle à l'avant. La queue est de couleur marron rouge et a un bout noir,.
Même avec des jumelles, les deux sexes restent indiscernables. Dos, haut des bras et des cuisses noirs mêlés de blanchâtre ou de jaunâtre. Cou jusqu’aux épaules marron roux sombre. Pattes avant, poitrine et mains blanc jaune, bas des pattes arrière et pieds gris jaunâtre. Dessous du corps jaune pâle avec une teinte chamois. Queue touffue marron roux foncé à la base, devenant ensuite noire. Face quasiment nue et noire parsemée de quelques poils blancs notamment au niveau des sourcils. Une raie pâle court depuis le coin de l’œil au-dessus des pommettes. Un petit triangle de courts poils blancs est dessiné au sommet du crâne qui donne à ce primate un vague air d’Iroquois. La longueur des canines chez les deux sexes atteint 6 mm (d’après D. R. Rasmussen).

### Mensurations
- Corps de 23,4 à 25,2 cm.
- Queue 37 cm (de 31,5 à 39,7 cm).
- Poids 545 g (de 520 à 577 g).
- Cerveau : 10,5 g.

## Répartition géographique et habitat

Distribution géographique de Saguinus geoffroyi au Panama et en Colombie.

### Distribution
Sa population se distribue du Panamá à l’est du Canal (cordillère de San Blas, province de Darién) jusqu’au Río Atrato au nord-ouest de la Colombie. Il serait peut-être encore présent à l’ouest jusque dans la région frontalière de Coto à l’extrême sud-est de Costa Rica où il fut observé pour la dernière fois au début des années 1930 par le Dr. C.R. Carpenter. Il est le plus septentrional de tous les callitrichidés.

### Habitat
Il affectionne les hautes broussailles, la dense forêt secondaire entrelacée de lianes et de vignes grimpantes et parsemée de palmiers émergents. On le trouve aussi dans les forêts riveraines ou en lisière de forêt. Il peut habité jusqu’à 900 m d’altitude.
Il est devenu commensal de l’homme au Panama. Sur la façade Pacifique comme sur la côte Atlantique, il a envahi les alentours des villes.
À long terme, il ne peut  pas survivre dans la grande selve humide primaire sans saison sèche. Les scientifiques en ont fait l’expérience sur l’île de Barro Colorado, intégralement protégée depuis plusieurs décennies et sur laquelle la population n’a fait que décroître.

## Mode de vie

### Comportement social

#### Sympatrie et association
Il entretient des relations extrêmement hostiles avec le Capucin à face blanche (Cebus capucinus). Les seuls animaux non-primates avec lequel il interagit sont les écureuils (Sciurus igniventris, Sciurus granatensis et Sciurus variegatoides) et le plus souvent un écureuil seul peut pourchasser une bande de tamarins.

#### Domaine
Son domaine s'étend de 26 à 43 ha (côté Pacifique du canal de Panama) et de 9 à 15 ha pendant la saison des pluies (sur la côte Atlantique). Il se montre d’autant plus territorial que son domaine est restreint. Les mâles patrouillent plus souvent que les femelles les zones mitoyennes du territoire.

#### Densité
La densité varie grandement d’une zone à l’autre, de 3/km² jusqu’à 78/km² dans les zones propices. Idem pour le chevauchement entre les domaines, qui fluctue au rythme des saisons (13 à 83 %). De 20 à 30/km² (canal de Panama).

### Locomotion
Il est quadrupède. Il se déplace sur des branches horizontales et diagonales, marchant, courant, sautillant et galopant avec une grande habileté. Il franchit le vide séparant deux arbres en sautant depuis une branche périphérique vers une autre.
Lorsqu’il s’alimente, il passe environ 20 % de son temps accroché à un support vertical, un pourcentage inférieur à celui du Tamarin à selle (Saguinus fuscicollis) plus petit. Il peut se suspendre par les pattes arrière pour se relaxer.
Acculé au bord d’un cours d’eau, il peut le traverser à la nage.

### Comportements basiques
Il est diurne et arboricole.

### Activités
Parcourt chaque jour 470 m (jusqu’à 2,1 km). Évolue entre 3 et 20 m de haut, recherchant sa nourriture dans les strates basse et moyenne. Il descend au sol pour fouiller dans la litière. Outre la recherche d’alimentation, ses principales activités sont le jeu, la surveillance, le mobbing et la défense territoriale.
Se lève tard comparé aux autres tamarins. Il émerge entre 7 h et 9 h du matin. Encore faut-il qu’il fasse beau temps. En cas de grosse pluie, il ne daigne pas sortir. Il s’active le matin en quête de fruits durant la première heure puis d’insectes. En fin de matinée, il s’accorde quelque repos. La sieste principale et la rituelle séance d’épouillage au soleil interviennent en début d’après-midi et durent une à trois heures. La recherche des insectes reprend après cet intermède, dans le sous-bois entre 1 et 5 m au-dessus du sol. Juste avant d’aller se coucher, bien avant le coucher du soleil, le groupe parcourt à bonne vitesse et en silence la distance qui le sépare de son dortoir.
Dort dans la basse ou moyenne strate, au cœur d’arbres moyens ou de grande taille, à 10 m de hauteur environ, dans un enchevêtrement de lianes, à la fourche d’une branche ou dans un nid, ce nid étant l’œuvre d’écureuils à queue rouge (Sciurus granatensis) ou issu de débris accumulés. L’animal s’endort recroquevillé, plusieurs membres se pelotonnent pour former une boule de poils qui, de loin, peut faire penser à une termitière ou un amas végétal (tactique antiprédateur). L’empilement permet également une meilleure conservation de la chaleur. Ce primate choisit précautionneusement son abri nocturne, de façon à pouvoir détecter le mieux possible les rapaces nocturnes. Un arbre-dortoir n’est pas forcément situé au centre du territoire, il peut parfois se trouver aux frontières d’un territoire voisin, ce qui permet au primate de visiter les limites de son domaine dès son réveil.

### Alimentation
Frugivore-insectivore-exsudativore. Régime variable en fonction de la saison. Durant la saison des pluies, lorsqu’abondent fruits et invertébrés, il se nourrit de préférence d’insectes, capturés entre 1 et 5 m. Les proies animales représentent 64 % de son régime durant la première moitié de la saison humide, un tiers durant la seconde moitié et 44 % durant la saison sèche. Prédilection pour les grosses sauterelles (70 % des proies). Consomme également moult blattes, cigales, chenilles, araignées, mille-pattes, larves et autre pupes ainsi que les escargots. Vertébrés : grenouilles, petits lézards (anolis), escargots, oisillons au nid (et œufs).
Les fruits constituent la principale source végétale tout au long de l’année. Il se délecte de mombins, mangues, goyaves et anones. Les petites baies succulentes sont grignotées à même la branche, les fruits de taille moyenne détachés de leur support avec la main. Les petites graines sont avalées, les autres recrachées mais il lui arrive tout de même d’engloutir des graines de 9 cm de long ce qui n’est pas rien pour un animal de 25 cm de long ! Consomme des noix (rare). Parfois, il ramasse des fruits tombés au sol.
À la saison sèche, il se rabat sur les fleurs, les feuilles, les pétioles, les boutons, les galles, l’écorce et les champignons. Ses réserves de graisse et son poids diminuent. Le nectar, les exsudats (sève, gomme et résine) et le miel deviennent des sources appréciables à cette époque difficile de l’année. Apprécie tout particulièrement les exsudats de cajou (14 % du régime pour les individus vivant sur le côté Pacifique du canal de Panama). Durant la gestation et la période d’allaitement, les femelles consomment des exsudats pour emmagasiner un maximum de calcium.

### Taille du groupe
Les groupes sont constitués en moyenne de 7 membres (de 2 à 40), sur le côté Pacifique du canal de Panama et de 5 membres sur la côte Atlantique.

### Structure sociale et système de reproduction
Il s'organisent en groupe multimâle-multifemelle polyandre. L’unique femelle reproductrice peut s’accoupler avec plus d’un mâle adulte, mais un mâle donné a plus de chances que les autres d’être le père. Plusieurs groupes peuvent se fondre puis se désunir après quelques semaines passées en commun.

### Dispersion
Les échanges de membres sont étonnamment fréquents, ils concernent aussi bien les mâles que les femelles, les adultes que les jeunes. Les femelles adultes sont les individus qui rencontrent le plus de résistance lors de leur transfert. Ce turnover aboutit à une situation originale dans laquelle les jeunes ne sont pas forcément élevés par leurs parents.

### Reproduction
Pendant la période de reproduction, qui se déroule entre novembre et février, les querelles sont nombreuses. Les combats au corps à corps peuvent occasionner des plaies saignantes. Souvent, les tamarins font des chutes d’une vingtaine de mètres qui se soldent par une queue cassée ou des ongles arrachés.
Les naissances ont lieu toute l’année, mais le plus souvent entre mars et juin. La gestation dure 5 à 6 mois. Deux jumeaux, le plus souvent. Dans la nature, le groupe ne parvient à en élever qu’un seul (parallèle avec les aigles). En fait, lorsque la densité est élevée et que la concurrence alimentaire entre femelles est intense, les mères ont intérêt à concentrer toute leur énergie sur un seul de leur rejeton (le cas du Callimico est différent, cette espèce étant le seul callitrichidé à ne pas connaître systématiquement des naissances gémellaires).

### Développement
Les jeunes peuvent théoriquement se mouvoir indépendamment de leurs parents dès leur première semaine. Durant les 2 premiers mois, ils sont transportés soit par leur mère, leur père voire un autre membre du groupe s’il leur est apparenté. Sevrage à 2-3 mois. Maturité sexuelle à 2 ans.

### Longévité
Il peut vivre jusqu’à 13 ans.

### Communication

#### Communication orale
Il produit 10 types de vocalisations. Un long sifflement longue-distance de deux à quatre notes ascendantes émis à l’intention d’un membre égaré (par ex.), à une fréquence plus basse (1 à 1,5 kHz) que chez les autres callitrichidés (5 à 10 kHz). Produit aussi de longs sifflements doux, des trilles (situation conflictuelle ou approche d’un prédateur) et des grincements (en cas d’affrontement violent).

#### Communication visuelle
Il peut aussi communiquer par des mouvements de langue (qui interviennent dans un contexte agressif ou sexuel), froncement de sourcils et hérissement des poils. Il soulève l’extrémité de la queue en cas d’alerte, queue qui lui sert d’aérofrein, de stabilisateur et de gouvernail. Les individus étrangers se pourchassent mutuellement, se tirent et remuent la langue en signe d’agressivité.

#### Communication olfactive
Les femelles expriment davantage leur territorialité en répandant des sécrétions à l’aide de leurs glandes suprapubiennes (2 à 2,5 cm de large) et circumanales plus grandes que celles du mâle, le marquage étant concentré sur les zones de chevauchement.

## Prédateurs
Ces principaux prédateurs sont les rapaces, petits félins (ocelot, margay et jaguarondi), tayra, coati et gros boas. Les aigles capturent nombre d’enfants et même les adultes. Quand un aigle se rapproche, les tamarins se renversent sous la branche où ils étaient assis. Une autre tactique consiste à tomber en léthargie pendant la journée, ce qui permet à la fois de conserver son énergie et de rester invisible. Pour assurer sa protection, cette espèce a parié sur la vigilance individuelle et la discrétion, non sur le nombre.

## Taxonomie
Certains assignent un sous-genre différent (Oedipomidas) aux deux espèces de pinchés, un choix renforcé par les analyses des vocalisations de l’ensemble des tamarins qui montrent combien la structure de l’appel long des pinchés est radicalement différente de celle des autres tamarins. Comme ces appels sont particulièrement stéréotypés, ils peuvent éclairer sur les relations phylogénétiques.

### Autres noms
- Pinché de Geoffroy
- Red-naped tamarin, rufous-naped tamarin, Geoffroy’s tamarin
- Tití manchín, tití bebeleche, michichí (Colombie)

## Le Pinché à nuque rousse et l'homme

### Menaces
Le Pinché à nuque rousse est menacé par la déforestation. Et il finit encore trop souvent comme animal de compagnie en Amérique du Nord, où il se reproduit, ce qui n’est pas le cas en Europe.

### Conservation
Il est conservé dans plusieurs parcs et  réserves : R. de Barro Colorado (juste à l’ouest du lac Gatun), PN de Portobelo, PN de Soberania, PN del Camino de Cruces, P. naturel métropolitain (265 ha en pleine zone urbaine à la sortie de Panama City), R. anthropologique de Comarca San Blas, RN de Punta Patiño, R. de Canglo, R. de Chepigana et PN de Darién (Panama). Il est aussi étudié sur l’îlot du Tigre (33 ha) et présent sur les îlots du Puma et de la Panthèree (tous dans le lac Gatun), au Panama.